# Waimanalo
Waimanalo is een plaats (census-designated place) in de Amerikaanse staat Hawaï, en valt bestuurlijk gezien onder Honolulu County.

## Demografie
Bij de volkstelling in 2000 werd het aantal inwoners vastgesteld op 3664.

## Geografie
Volgens het United States Census Bureau beslaat de plaats een oppervlakte van
1,0 km², waarvan 1,0 km² land en 0,0 km² water.

## Plaatsen in de nabije omgeving
De onderstaande figuur toont nabijgelegen plaatsen in een straal van 12 km rond Waimanalo.

## Geboren in Waimanalo
- Akebono (1969-2024), Amerikaanse-Japanse sumoworstelaar